# Nokia 5300 Xpress Music
El Nokia 5300 Xpress Music es un teléfono móvil producto de la firma finlandesa Nokia, fue presentado junto al Nokia 5200 el 27 de septiembre de 2006, tiene la misma forma que su hermano menor (Nokia 5200), las únicas diferencias son los mandos externos, el display, la cámara y el precio.
Funciona sobre S40 V3, el sistema operativo propio de la marca. Funciona en frecuencias GSM 900 - 1800 - 1900. Incorpora tecnología Bluetooth, puerto infrarrojos, cámara digital con resolución de 1.3 MP incorporada con zoom digital de 8x posee la capacidad de reproducir música en formatos Mp3, AAC, WMA, m4a, MP4 en alta calidad gracias al altavoz incorporado e integra reproductor de video en Mp4 con pantalla completa (horizontal). Tiene soporte para USB, con puerto mini-USB y Nokia PC Suite. El display (o pantalla) es TFT QVGA en resolución de 320 x 240 píxeles, también es posible expandir la memoria interna de 5 Mbytes para información del usuario (2 MB de memoria precargada) mediante una tarjeta de memoria MicroSD que proporciona almacemamiento de hasta un máximo de 2 GB tipo Hotswap para archivos multimedia. Trae también el nuevo conector Nokia AV de 2,5 mm (incluye un adaptador para usar auriculares y equipos musicales de 3.5 mm).
Como anexo podemos destacar que las últimas actualizaciones de firmware añaden nuevas funciones al reproductor de música y mejoran notablemente la estabilidad de teléfono incluidas funcionalidades PTT (donde los operadores puedan otorgarlo).

## Especificaciones técnicas
| Característica        | Especificación |
| --------------------- | --- |
| Forma                 | Slider |
| Plataforma            | Nokia PIC OS (S40) |
| Cobertura             | GSM 900/1800/1900 |
| Tamaño                | 92,4 x 48,2 x 20,7 mm |
| Peso                  | 106,5 g |
| Pantalla              | Pantalla principal TFT QVGA (color real) 320 x 240 pixeles 264 000 colores. |
| Multimedia            | Reproductor musical en formatos MP3, Midi, AAC, AAC+, AAC+ optimizado y WMA. Reproductor de video en Mp4 y 3gp y radio FM.                                                           |
| Funciones de memoria  | Memoria interna de 5 MB y expandible hasta 2 GB con tarjetas MicroSD de función Hot Swap.                                                                                            |
| Navegación            | Suministro completo de cliente OMA, navegador XHTML. |
| Funciones generales   | Salvapantallas y fondos animados, reloj con alarma recordatorios, cronómetro, cuenta atrás, calculadora, agenda, notas.                                                              |
| Funciones de voz      | Comandos de voz, grabadora de voz, altavoz integrado. |
| Contenido del paquete | Nokia 5300, batería Nokia BL-5C, kit manos libres estéreo HS-47, adaptador de auriculares universal, tarjeta MicroSD de 1 GB (tamaño varía según la región), CD-ROM, cable de datos. |
| Conectividad          | Bluetooth, Puerto Infrarrojo |

## Accesorios
- Funda protectora CP-143
- Nokia Bluetooth display car kit CK-15W
- Kit para coche Nokia 616
- Nokia multimedia car kit CK-20 W
- Cable de conectividad Nokia DKE-2
- Tarjeta de memoria MicroSD 2 GB Nokia MU-37
- Nokia Bluetooth headset BH-801
- Nokia Bluetooth headset BH-303
- Kit manos libres estéreo Nokia HS-81
- Kit manos libres estéreo HS-43
- Nokia Bluetooth speakers MD-5W
- Nokia mini speakers